# اسمال پلنت ایرلاینز (لهستان)

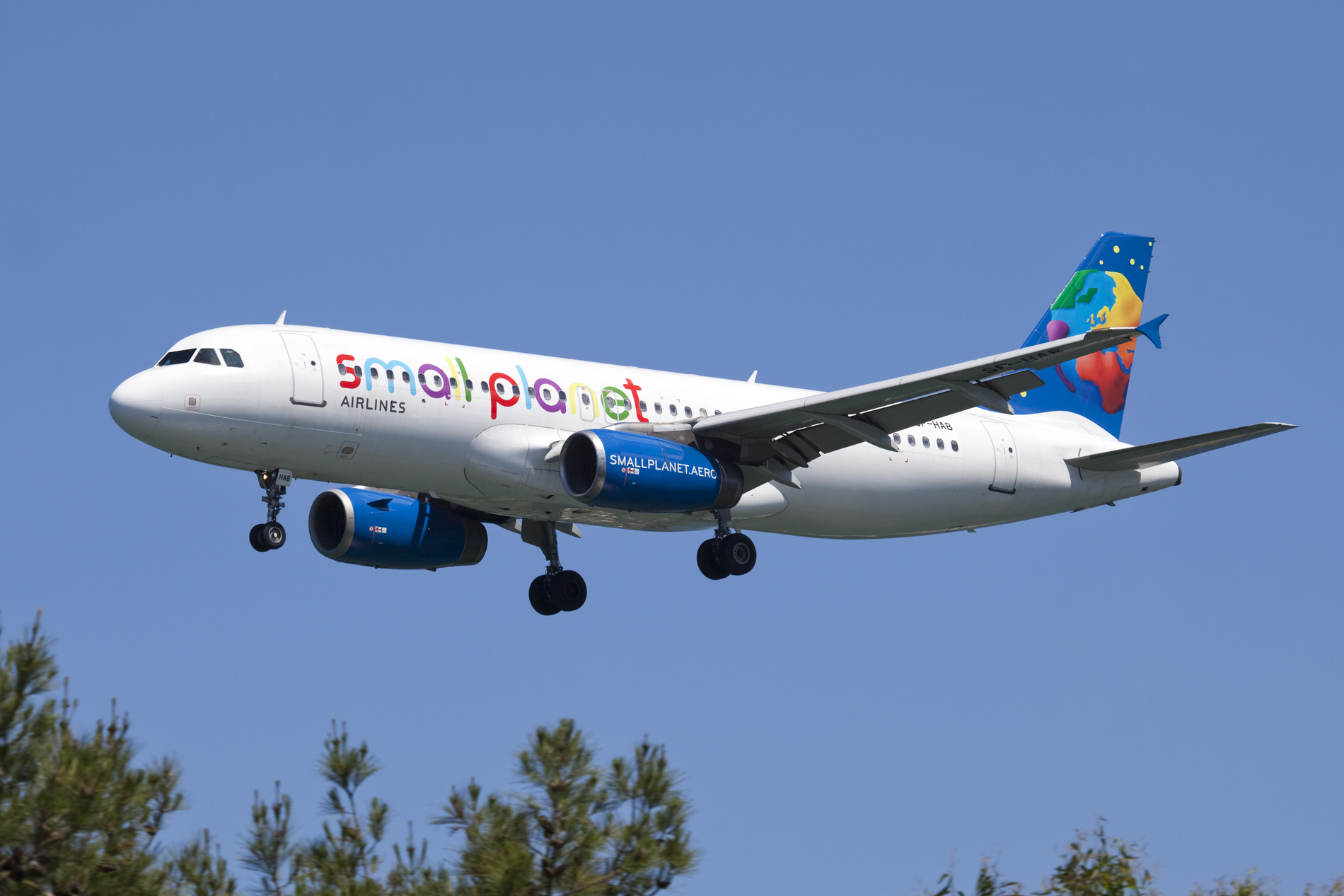
یک فروند ایرباس ای ۳۲۰-۲۰۰ اسمال پلنت ایرلاینز.

اسمال پلنت ایرلاینز (به انگلیسی: Small Planet Airlines) یک شرکت هواپیمایی لهستانی با کد یاتا P7 است که در تاریخ ۲۵ نوامبر ۲۰۰۹ میلادی تأسیس شده است.

## ناوگان
| هواپیما              | فعال | غیرفعال | توضیحات |
| -------------------- | ---- | ------- | ------- |
| خانواده ایرباس ای۳۲۰ | ۸    | -       |         |
| مجموع                | ۸    | -       |         |